# Phil Fargnoli
Phil Fargnoli (nascido em 1 de janeiro de 1980) é um músico, produtor musical, engenheiro de áudio e compositor brasileiro. Guitarrista da banda CPM 22 desde 2013, também integrou as bandas Dead Fish, Zander, Reffer e Mr. Rude. É cofundador do selo independente Repetente Records, voltado para o apoio a novas bandas de rock.

## Início da vida
Phil Fargnoli nasceu em Belo Horizonte, Minas Gerais, em 1 de janeiro de 1980. Em 2004, formou-se bacharel em Comunicação Social pela Universidade de Belo Horizonte (UNIBH).

## Vida pessoal
Phil Fargnoli é pai de Nina, nascida em 2003. Desde 2020, mantém um relacionamento com a fotógrafa Andreza Sena.

## Carreira

### Reffer (1995–2002)
Fargnoli começou sua carreira em 1995 com a banda de punk hardcore melódico Reffer, em Belo Horizonte. A banda produziu de forma independente a demo tape Really? e abriu shows de bandas internacionais como Fugazi, NOFX e Millencolin. Gravaram os álbuns Interference (2001) e Faces do Terceiro Mundo (2002).

### Mr. Rude (1996–2000)
Entre 1996 e 2000, integrou a banda de ska tradicional Mr. Rude, gravando os álbuns Ska Brasil (1997) e Mestres do Ska (1998).

### Dead Fish (2001–2013)
Em 2001, Fargnoli entrou para a banda capixaba Dead Fish, participando da turnê do álbum Afasia. Permaneceu por mais de dez anos, gravando os álbuns Zero e Um (2004), Um Homem Só (2006) e Contra Todos (2008), além de dois DVDs ao vivo. A banda venceu o VMB da MTV como melhor videoclipe de punk/hardcore em 2004 com "Obrigação".

### Zander (2008–2009)
Em 2008, formou a banda carioca de emo rock alternativo Zander, atuando como guitarrista e produtor nos EPs Em Construção (2008) e Já Faz Algum Tempo (2009). No mesmo período, acompanhou a cantora inglesa Pauline Black em turnê nacional, celebrando os 30 anos da gravadora Two Tone Records.

### CPM 22 (2013–presente)
Em 2013, Fargnoli gravou o DVD acústico do CPM 22. A partir de 2014, tornou-se integrante fixo, participando de álbuns como 20 Anos (2015), Suor e Sacrifício (2017) e Enfrente (2024). Apresentou-se no Rock in Rio em 2015, 2019 e 2022. O CPM 22 venceu o Grammy Latino de melhor álbum de rock brasileiro em 2008 com Cidade Cinza.

## Repetente Records
Em 2022, Fargnoli cofundou o Repetente Records com Badauí e Ali Zaher, do CPM 22, com o objetivo de apoiar bandas independentes de rock. O selo representa artistas como Anônimos Anônimos, Escombro, Maguerbes, Faca Preta, Samwise, Fibonattis, Bayside Kings, Chuva Negra e Abraskadabra.

## Discografia

### Com Reffer
- 1995: Really?
- 2001: Interference
- 2002: Faces do Terceiro Mundo

### Com Mr. Rude
- 1997: Ska Brasil
- 1998: Mestres do Ska

### Com Dead Fish
- 2004: Zero e Um
- 2004: MTV Apresenta (DVD)
- 2006: Um Homem Só
- 2008: Contra Todos
- 2011: Ao Vivo 20 Anos (DVD)
- 2017: 25 ao Vivo (DVD)
- 2020: Lado Bets

### Com Zander
- 2008: Em Construção
- 2009: Já Faz Algum Tempo

### Com CPM 22
- 2013: Acústico (DVD)
- 2015: 20 Anos
- 2016: Ao Vivo no Rock in Rio (DVD)
- 2017: Suor e Sacrifício
- 2024: Enfrente

## Produções
- 2001: Reffer – Interference (produção, mixagem)
- 2006: Dead Fish – Um Homem Só (produção)
- 2006: Full Heart – Homem de Lata v2 (gravação, produção)
- 2006: Debate – EP (gravação)
- 2008: Dead Fish – Contra Todos (produção)
- 2008: Pullovers – Tudo o que Eu Sempre Sonhei (gravação)
- 2009: Zander – Já Faz Algum Tempo (gravação)
- 2009: Questions – Rise Up (produção, gravação)
- 2010: Sugar Kane – Digital Naïve (mixagem)
- 2011: Dead Fish – Ao Vivo 20 Anos (edição, mixagem, masterização)
- 2015: Bullet Bane – New World Broadcast (produção)
- 2015: CPM 22 – 20 Anos (gravação, mixagem)
- 2016: CPM 22 – Ao Vivo no Rock in Rio (edição, mixagem, masterização)
- 2016: Mudhill – Expectations (produção, gravação)
- 2017: Quinto – Antes do Fim (produção, gravação, mixagem, masterização)
- 2017: CPM 22 – Suor e Sacrifício (edição, produção)
- 2019: Radical Kharma – Entre o Fim e o Começo (produção)[9]
- 2020: Radical Kharma – Sintomas (produção)
- 2022: Anônimos Anônimos – Baita Astral (produção, gravação, mixagem)[5]
- 2024: Chuva Negra – Surf (produção, gravação, mixagem, masterização)